# Waga Seishun no Arcadia
Waga Seishun no Arcadia (jap. わが青春のアルカディア, dt. „Das Arkadien meiner Jugend“) ist ein 130-minütiger Science-Fiction-Anime und wurde im Jahr 1982 von der Toei Company und The Tokyu Agency Ltd. produziert.
Die Geschichte gibt einen Einblick in die Anfänge des Weltraumpiraten Harlock von Autor Leiji Matsumoto, dessen Abenteuer in mehreren Fernsehserien, Mangas und Filmen veröffentlicht wurden. Die Fernsehserie Die Abenteuer des fantastischen Weltraumpiraten Captain Harlock erzählt von Ereignissen, die zeitlich nach Waga Seishun no Arcadia liegen. Die auch 1982 veröffentlichte Fernsehserie Waga Seishun no Arcadia: Mugen Kidō SSX setzt den Film mit einer alternativen Geschichte fort.
Der Begriff Arcadia beschreibt einen idealen, fiktiven Ort.

## Handlung
Die Erde hat den Krieg gegen eine außerirdische humanoide Rasse, die Illumiden, verloren und muss alle Kolonien auf anderen Planeten aufgeben. Die überlebenden Kolonisten müssen für die Besetzer auf der zerstörten Erde als Sklaven arbeiten.
Captain Harlock, der ein Flüchtlingsschiff zur Erde fliegt, erkennt, dass seine Verlobte Maya einen illegalen Rebellionssender betreibt, und weigert sich daraufhin den Illumiden zu dienen. Als Harlock den Mechaniker Tochiro kennenlernt, stellen beide fest, dass sich ihre Vorfahren in den Wirren des Zweiten Weltkrieges kennengelernt haben.
Nach dem gescheiterten Versuch Harlocks und seiner Freunde den Planeten Tokarga und seine Bevölkerung vor der Vernichtung durch die Illumiden zu bewahren, wird Harlock von der Erde verbannt. Seine noch lebenden Freunde und Verbündeten gehen mit ihm ins Exil. Zedas schlägt Harlock ein Duell vor, dass dieser mit Hilfe eines Visiergerätes aus dem Zweiten Weltkrieg gewinnt. Anschließend greift Harlock die illumidische Flotte an.

## Personen
- Captain Harlock entstammt einem germanischen Piratenritterklan, dessen Stammsitz im fiktiven  Heiligenstadt, das wie alle irdischen Städte vollkommen zerstört ist, liegt. Zwei seiner Vorfahren sind Phantom F. Harlock und Phantom F. Harlock II, die in Rückblenden vorkommen.
- Toshirō Ōyama ist Harlocks bester Freund. Er ist ein genialer Erfinder und Mechaniker, welcher das Raumschiff Arkadia ohne Hilfe gebaut hat. Seine Verbindung zu Harlocks Familie geht bis in die Zeit des Zweiten Weltkrieges zurück.
- Māya ist Harlocks Verlobte und betreibt den Rebellensender „Freie Stimme von Arcadia“.
- La Mimé ist eine Außerirdische und eine der letzten Überlebenden ihres Planeten, der von den Illumiden zerstört wurde. La Mime dient den Illumiden ebenso ungern wie Zoll.
- Emeraldas ist eine freie Händlerin im Weltraum und Kapitän das Handelsschiffes „Queen Emeraldas“, obwohl sowohl ihr Schiff als auch ihre Kleidung bereits mit dem Totenkopfzeichen verziert sind. Sie kennt Harlock seit langem und ist gut mit ihm befreundet.
- Zoll ist ein tokargischer Soldat im Dienst der Illumiden. Sein Planet wurde bereits lange vor der Erde erobert. Zoll dient den Eroberern nur widerwillig, da er um seine Familie auf Tokarga fürchtet.
- Zēda ist der Kommandant der Illumidischen Besatzungstruppen auf der Erde und ein sehr stolzer Mann.
- Murigson ist Zedas Stellvertreter und für die Grausamkeiten gegenüber der Bevölkerung verantwortlich.
- Triter ist der Vorsitzende des Komitees für die Zusammenarbeit mit den Illumiden und ist ein Mensch, der die Besatzer milde stimmen will, um Vorteile für die Bevölkerung zu erhalten.

## Synchronisation
| Rolle           | Japanische Sprecher (Seiyū) |
| --------------- | --------------------------- |
| Oyama Toshiro   | Kei Tomiyama                |
| Captain Harlock | Makio Inoue                 |
| Emeraldas       | Reiko Tajima                |
| La Mime         | Yuriko Yamamoto             |